# Jesínky
Jesínky (německy Gessing) jsou malá vesnice, část města Bochov v okrese Karlovy Vary v Karlovarském kraji. Nachází se asi pět kilometrů jižně od Bochova. Jesínky jsou také název katastrálního území o rozloze 2,45 km². V katastrálním území Jesínky leží i Hlineč.
Je zde malé uskupení domů obklopené poli a řídkými lesy. Jediná příjezdová cesta vede přes Hlineč. V severní části katastru se nachází malý rybník.

## Historie
První písemná zmínka o vesnici pochází z roku 1475.

## Obyvatelstvo
Při sčítání lidu v roce 1921 zde žilo 39 obyvatel (z toho čtrnáct mužů) německé národnosti a římskokatolického vyznání. Podle sčítání lidu z roku 1930 měla vesnice 34 obyvatel se stejnou národnostní a náboženskou strukturou.
|                                                                    | 1869 | 1880 | 1890 | 1900 | 1910 | 1921 | 1930 | 1950 | 1961 | 1970 | 1980 | 1991 | 2001 | 2011 | 2021 |
| ------------------------------------------------------------------ | ---- | ---- | ---- | ---- | ---- | ---- | ---- | ---- | ---- | ---- | ---- | ---- | ---- | ---- | ---- |
| Obyvatelé                                                          | 36   | 36   | 40   | 45   | 40   | 39   | 34   | 19   | 17   | 1    | —    | —    | —    | —    | 1    |
| Domy                                                               | 7    | 7    | 7    | 7    | 7    | 7    | 7    | 6    | —    | 1    | —    | —    | —    | —    | 1    |
| Počet domů z roku 1961 je zahrnut v domech místní části Sovolusky. |      |      |      |      |      |      |      |      |      |      |      |      |      |      |      |

## Obecní správa
Při sčítání lidu v letech 1869–1930 Jesínky byly samostatnou obcí v okrese Žlutice. V roce 1950 byly osadou obce Sovolusky v okrese Toužim. Od roku 1964 jsou částí města Bochov v okrese Karlovy Vary. V letech 1869–1930 k obci patřil Hlineč.

## Památky
- Zchátralá kaple na hrázi rybníka[10]
- Kaple svatého Jana Nepomuckého, hrázděná omítnutá stavba, postavena před 1841, zbořena po roce 1945[11]